# Toppholmen
Toppholmen är en ö i Finland. Den ligger i Finska viken och i kommunen Ingå i den ekonomiska regionen  Raseborg i landskapet Nyland, i den södra delen av landet.
Toppholmen ligger vid inloppet till Barösund från Tullfladan. Fyren ”Toppholm” står på holmen för att märka ut farleden genom Barösund.
Öns area är 0,4 hektar och dess största längd är 90 meter i nord-sydlig riktning.